# Senna reticulata
El tarantán (Senna reticulata), mangerioba grande, laureño o maria mole en portugués, es una especie de árbol que se encuentra en las planicies inundables fértiles de América del Sur. Posee ciertos usos medicinales, pero los campesinos lo consideran un yuyo, y lo llaman matapasto a causa de su rápido crecimiento y tapar a las plantas vecinas.
Se lo utiliza en la medicina folclórica local para tratar problemas de hígado y reumatismo. La 1,3,8-Trihydroxyanthraquinone es un compuesto orgánico que se encuentra en extractos alcohólicos de la madera de este árbol. El extracto también contiene, chrysophanol (1,8-dihydroxy-3-methylanthraquinone), physcion (1,8-dihydroxy-3-methyl-6-methoxyanthraquinone), aloe-emodin (3-carbinol-1,8-dihydroxyanthraquinone), lunatin (3-methoxy-1,6,8-trihydroxyanthraquinone), emodina (6-methyl-1,3,8-trihydroxyanthraquinone), y chrysophanol-10,10'-bianthrone.

## Crecimiento
Senna reticulata posee una "gran capacidad para colonizar zonas abiertas". Es extremadamente tolerante con las inundaciones, es de crecimiento rápido y es difícil de erradicar, el método recomendado es cortarlo en su base, quemar el tocón e inundar sus raíces.

## Nombres comunes
- Retama (en la amazonía peruana)[5]

•Cola de camarón (Oaxaca, México)